# Syrische Literatur
Syrische Literatur ist moderne Literatur von aus Syrien stammenden Schriftstellern in arabischer Sprache seit der Unabhängigkeit der Arabischen Republik Syrien im Jahr 1946. Sie ist Teil der historisch und geografisch weiter reichenden arabischen Literatur. Literarische schriftlich oder mündlich überlieferte Werke, die von syrischen Autoren im historischen Gebiet Syrien verfasst wurden, zählen zur allgemeinen arabischen Literatur. Hierbei gilt die arabische Sprache in ihrer historischen Entwicklung seit dem Beginn der schriftlichen Aufzeichnungen des Korans im 7. Jahrhundert aufgrund der in klassischem Arabisch verfassten religiösen oder literarischen Werke als eine geografisch übergreifende standardisierte Schriftsprache. Diese unterscheidet sich teilweise beträchtlich von den einzelnen regional gesprochenen Varianten, wie etwa der ägyptischen, syrischen oder marokkanischen Umgangssprache.
Im Arabischen bezeichnet bilad asch-schām die in Europa Levante genannte Region des östlichen Mittelmeers. Die einzelnen Gebiete dieser Region weisen enge historische, geografische und kulturelle Ähnlichkeiten auf, wobei während des Osmanischen Reichs lediglich administrative Aufteilungen mit regem kulturellem Austausch vor allem zwischen den größeren Städten bestanden. Erst im 20. Jahrhundert entstanden die heutigen Staaten Syrien, Libanon, Jordanien, Israel bzw. die palästinensischen Autonomiegebiete. Deshalb bezeichnet syrische Literatur seither die belletristische Nationalliteratur aus der Arabischen Republik Syrien sowie die von syrischen Schriftstellern in der Diaspora auf Arabisch verfassten Werke. Diese Literatur ist von der politischen Geschichte des Landes, der Literatur anderer arabischsprachiger Länder sowie vor allem in ihren Anfängen der französischen Literatur beeinflusst.
Thematisch ist die moderne syrische Literatur oft von den sozialen und politischen Bedingungen in den verschiedenen Phasen der jüngeren Geschichte des Landes inspiriert. Weitere prominente Themen sind das Alltagsleben in Großstädten wie Damaskus und Aleppo, aber auch in Dörfern und kleineren Städten, indem sie die Erfahrungen des Schriftstellers widerspiegeln. Vor allem für Schriftstellerinnen sind die geschlechtsspezifischen und oft harten Lebensbedingungen von Frauen ein zentrales Thema. Abgesehen von diesen sozialen Themen behandeln die Werke syrischer Schriftsteller allgemeine menschliche Erfahrungen wie Liebe, Sexualität, Isolation oder existentielle Themen.

## Definitionen für arabische und syrische Literatur
Literatur aus Syrien auf Arabisch ist Teil der historisch und geografisch weiter reichenden arabischen Literatur. Literarische schriftlich oder mündlich überlieferte Werke, die auf Arabisch im historischen Gebiet Syrien vor dem 20. Jahrhundert verfasst wurden, zählen zur allgemeinen arabischen Literatur. So bezeichnet syrische Literatur als Nationalliteratur erst die literarischen Werke seit der Staatsgründung Syriens 1946. Bis zu diesem historischen Einschnitt entwickelte sie sich weitgehend in ähnlichen kulturellen Kontexten wie die Literatur auf dem Gebiet des heutigen Libanons, was zum Beispiel in den Werken der arabischen Renaissance (Nahda) zu Ende des 19. Jahrhunderts deutlich wird.
Dadurch entstand einerseits syrische Literatur mit eindeutig lokalen Bezügen, andererseits weist jedoch moderne arabische Literatur oft auch eine vom Ort der Entstehung unabhängige Thematik auf, wie etwa im Falle der Werke der syrischen Literaten Saadallah Wannous, Nizar Qabbani oder Adonis. In seiner Studie „Auf der Suche nach den Lesern“ erläutert der syrische Literaturwissenschaftler Abdo Abboud die unterschiedlichen Sichtweisen und Begründungen für die übergreifende Bezeichnung „arabische Literatur“ im Gegensatz zur „arabischsprachigen Literatur“ einzelner Länder, wie zum Beispiel der ägyptischen, libanesischen oder marokkanischen Literatur. Dabei stellt Abboud fest: „Jeder der 22 arabischen Staaten besitzt seine eigene literarische Welt, und jede dieser literarischen Welten spiegelt die Wirklichkeit jenes Landstriches wider, von dem sie bis zu einem gewissen Grad abhängig ist.“
Auch in den Bereichen des Verlagswesens und der Leserschaft lässt sich eine übergreifende Dimension der arabischen Literatur feststellen. Zahlreiche arabische Schriftsteller veröffentlichen ihre Werke außerhalb ihres Heimatlandes, vor allem im Libanon und in Ägypten. Zu den bereits genannten Gründen für die Eigenschaften einer übergreifenden modernen arabischen Literatur zählt weiterhin die Bedeutung der arabischen Schriftsprache:

„Trotz regionaler Dialekte ist das Arabische in seiner hochsprachlichen Version eine weitestgehend einheitliche Sprache. Das ermöglicht es der Literatur, ihre Leser – zumindest theoretisch – in allen arabischen Ländern zu erreichen. Der Dichter Nizar Qabbani sprach einmal treffend davon, dass er mit 200 Millionen Arabern ‚in einem Zimmer‘ lebe. […] Die modernen arabischen Literaturschaffenden finden ihr Publikum insbesondere mit ihren herausragenden Werken überall in der arabischen Welt und keineswegs nur in der jeweiligen Region, aus der sie selbst stammen.“

Ihren Essay The Silences of Contemporary Syrian Literature von 2001 beginnt die US-amerikanische Literaturwissenschaftlerin syrischer Herkunft Mohja Kahf mit der provokanten These, dass es keine syrische Literatur gäbe, was sie vor allem mit der mehrdeutigen Definition des Landes in geografischer und historischer Hinsicht begründet. Dennoch beschreibt sie die Werke zahlreicher syrischer Autoren als syrische Literatur, wobei sie vor allem auf die Bedingungen des Schreibens unter der Diktatur des syrischen Regimes eingeht. Hierbei betont sie das Fehlen bestimmter politischer Themen, bedingt durch die Abhängigkeit der Schriftsteller vom Wohlwollen der Regierung, Zensur und Veröffentlichungsverbote sowie einschneidende Ereignisse wie das Massaker von Hama, die sie in der modernen syrischen Literatur vermisst. Angesichts der Repression im Lande betont sie die „Stille“ in Bezug auf diese Themen als übergreifendes Merkmal: „Die zeitgenössische syrische Literatur entsteht im Schmelztiegel eines hartnäckigen Autoritarismus. Mannigfaltiges Schweigen, Ausflüchte, indirekte bildhafte Rede, Lücken und Auslassungen sind markante Merkmale der syrischen Literatur.“ Nach Ausbruch des Kriegs in Syrien im Jahr 2011 schrieb Kahf jedoch, dass sich dadurch „alles verändert“ habe und eine neue literarische Tradition im Entstehen sei.
In seiner Studie aus dem Jahr 2021 stimmte der Islamwissenschaftler Felix Lang Kahfs Meinung von 2001 zu und nannte das literarische Arabisch „ein[en] transnationale[n] Raum der literarischen Produktion […], der einen orthodoxen, nationenzentrierten Ansatz für das literarische Feld bis an seine Grenzen ausdehnt.“ Darüber hinaus schlug er „den Beginn einer wirklich syrischen literarischen Tradition“ für die Zeit nach dem Aufstand von 2011 und den darauf folgenden Krieg in Syrien vor.
Im Jahr 2022 bezeichneten die Literaturwissenschaftler Daniel Behar und Alexa Firat die Geschichte der Literatur aus Syrien als „eine lange literarische Vergangenheit, die in die literarische Produktion der Gegenwart einfließt“. Da die syrische Literatur aus „einer reichen Tradition von Stilen, Genres, Tropen und Sensibilitäten“ bestehe, postulierten die Autoren, dass sie eher als durch die Gewalttaten des Regimes vielmehr „mit Bezug auf interne Dynamiken und autonome Formen der Auseinandersetzung mit verschiedenen literarischen und historischen Welten untersucht werden sollte.“

## Arabische Literatur in Syrien vor dem 19. Jahrhundert
Bis zur Unabhängigkeit Syriens im Jahr 1946 behandelt die Literaturgeschichte Werke, die in der historischen Region Syrien entstanden, als arabische Literatur. Zur Zeit des Kalifats der Umayyaden (circa 661 bis 750 n. Chr.) mit Regierungssitz in Damaskus nahmen das in arabischen Kassiden verfasste Lobgedicht auf hochgestellte Persönlichkeiten bei Hofe und das Schmähgedicht auf den Gegner eine wichtige Rolle ein. Die aus verschiedenen Regionen des Kalifats stammenden Dichter al-Farazdaq (640–728), Al-Achtal und Dscharir (653–729) zählten zu den bedeutendsten Literaten dieser Zeit. In der vierbändigen Anthologie Yatīmat des arabischen Dichters und mittelalterlichen Literaturkritikers Al-Tha’alibi (961–1038) und seiner daran anknüpfenden Anthologie Tatimmat sind Werke zahlreicher Dichter im damaligen Syrien enthalten. An diese Anthologien schließt sich das Werk Kharidat al-Qasr des Historikers im Dienste des Sultans von Syrien Nur ad-Din und seines Nachfolgers Saladin, Imad ad-Din al-Isfahani (1125–1201) an, das zahlreiche Erwähnungen syrischer Dichter und ihrer Verse enthält.

arabische Kalligrafie des Namens Abū l-ʿAlāʾ al-Maʿarri

Der blinde Dichter und Philosoph Abū l-ʿAlāʾ al-Maʿarrī (973–1057) aus dem nordsyrischen Maarat an-Numan gilt als einer der größten klassischen arabischen Dichter. Sein risalat al-ghufran („Sendschreiben über die Vergebung“) wurde aufgrund seiner literarischen Erzählstruktur mit Dantes Göttlicher Komödie verglichen.
Usama ibn Munqidh (1095–1188), ein syrischer Schriftsteller und Dichter, Politiker und Diplomat, war einer der wichtigsten zeitgenössischen Chronisten der Kreuzzüge auf arabischer Seite. Auf Grund seiner Tätigkeit als Diplomat kannte er wichtige Persönlichkeiten persönlich, sowohl auf arabischer als auch christlicher Seite. Seine Erinnerungen Kitab al-I’tibar geben einen guten Einblick in die Lebensumstände und auf das Verhältnis von Christen und Muslimen der damaligen Zeit. Im 13. Jahrhundert verfasste Ibn Abī Usaibiʿa (* nach 1194; † 1270), ein syrischer Arzt, Medizinhistoriker und Biograf, eine ausführliche Geschichte der Medizin, die vor allem eine Sammlung von 380 Biografien, hauptsächlich arabischsprachiger Ärzte und Wissenschaftler, darstellt.

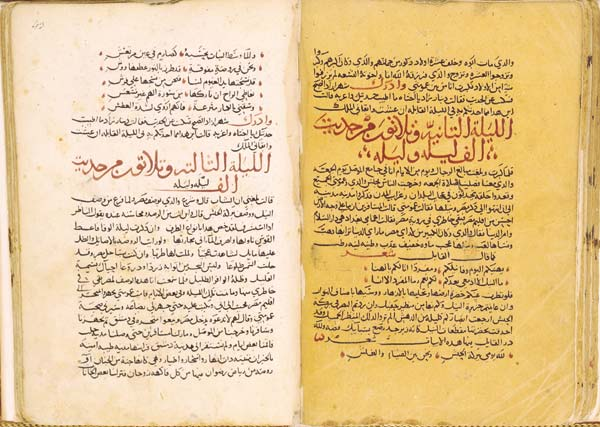
Älteste bekannte Handschrift der Tausendundeinen Nacht (Manuskript aus Syrien, 15. Jahrhundert)

An einem Werk der Weltliteratur, das seit seiner ersten Übertragung aus dem Arabischen in eine europäische Sprache zahlreiche weitere Ausgaben und Übersetzungen erfahren hat, war 1709 der maronitische Geschichtenerzähler Hanna Diyab (1688–ca. 1770) aus Aleppo beteiligt: Der französische Orientalist Antoine Galland veröffentlichte die auf Diyab zurückgehenden Geschichten „Aladin und die Wunderlampe“ sowie „Ali Baba und die vierzig Räuber“ im 9. und 10. Band seiner Übersetzung von Tausendundeine Nacht. Diyab hatte diese und mehr als ein Dutzend anderer Geschichten Galland in Paris zunächst auf Arabisch erzählt, worauf dieser dann die beiden zuvor genannten und andere Geschichten als vorgeblich authentische Teile des Geschichtenzyklus auf Französisch veröffentlichte. Aufgrund von Diyabs Beiträgen nannte ihn der Islamwissenschaftler Ulrich Marzolph „den Mann, der die Nächte unsterblich machte.“ Zwei Jahrhunderte später wurde in der Vatikanischen Bibliothek Diyabs autobiografische Reiseerzählung entdeckt, die auf Deutsch 2016 unter dem Titel Von Aleppo nach Paris: die Reise eines jungen Syrers bis an den Hof Ludwigs XIV. veröffentlicht wurde.

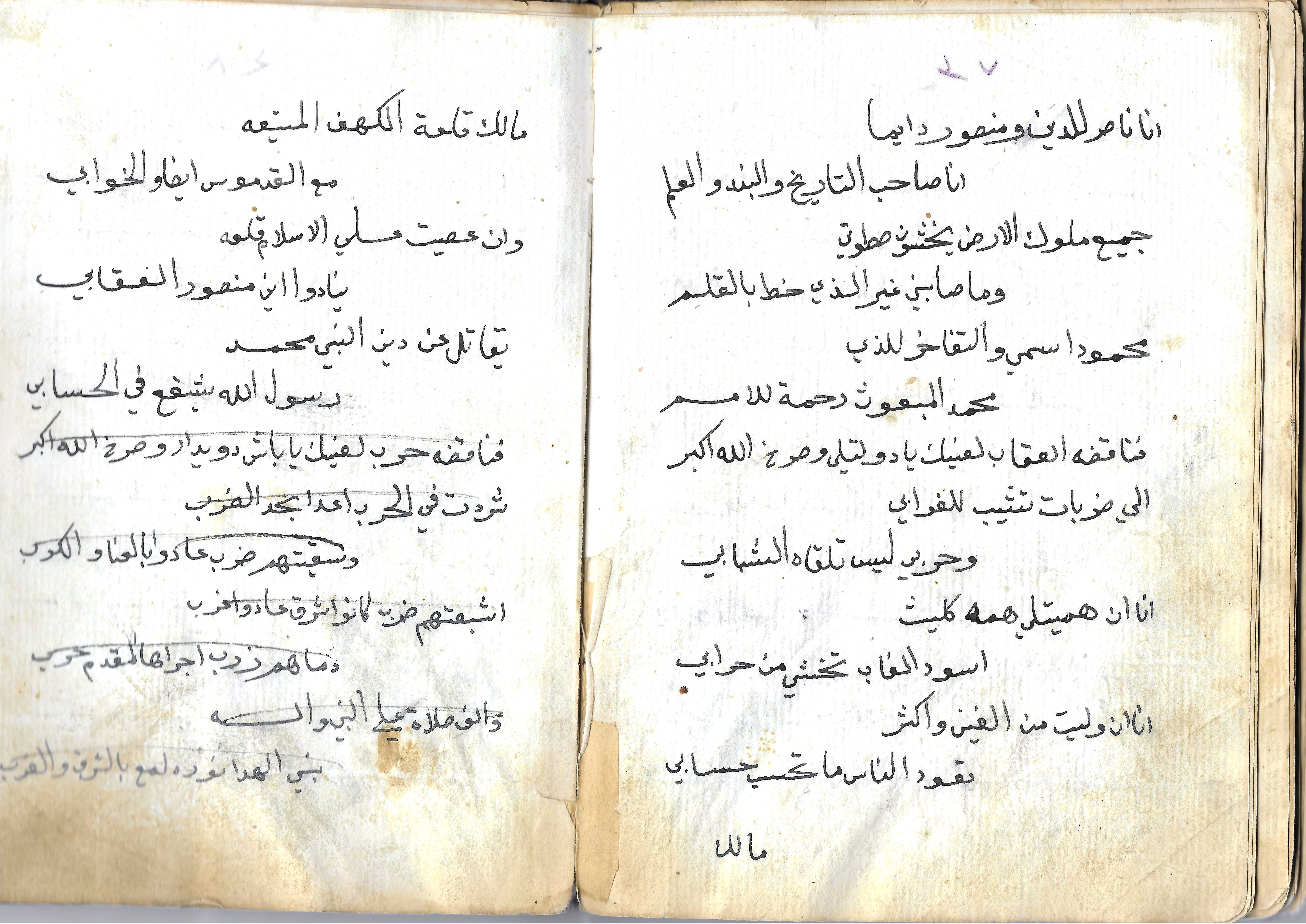
Gedicht über Sultan Baibars aus dem Notizbuch eines Hakawati (Auszug)

Im Bereich der mündlichen Literaturtraditionen der arabischen Lieder, Sprichwörter oder oft improvisierten Gedichte nehmen die volkstümlichen Geschichten der hakawati genannten Erzähler eine besondere Stellung ein. In populären Teestuben und Kaffeehäusern erzählte ein hakawati seine Geschichten aus dem Gedächtnis, wobei sein Stil von vielen Metaphern, Reimen und Übertreibungen geprägt war. Die Geschichten stammten dabei aus unterschiedlichen traditionellen Vorlagen, zum Beispiel aus Tausendundeiner Nacht, aus Epen legendärer arabischer Helden wie Antarah ibn Shaddad oder aus dem Koran. Indem er zwischen Hocharabisch und der Umgangssprache wechselte, verlieh der Geschichtenerzähler den unterschiedlichen Charakteren und Situationen jeweils passende literarische Ausdrucksformen. Um solche Geschichten auch im Kontext der syrischen Diaspora am Leben zu erhalten, wurden 2015 in der zweisprachigen Anthologie Timeless Tales. Folktales told by Syrian Refugees 21 traditionelle Volkserzählungen in der Version von syrischen Geflüchteten auf Arabisch und Englisch online veröffentlicht.

### Schriftsteller der arabischen Renaissance

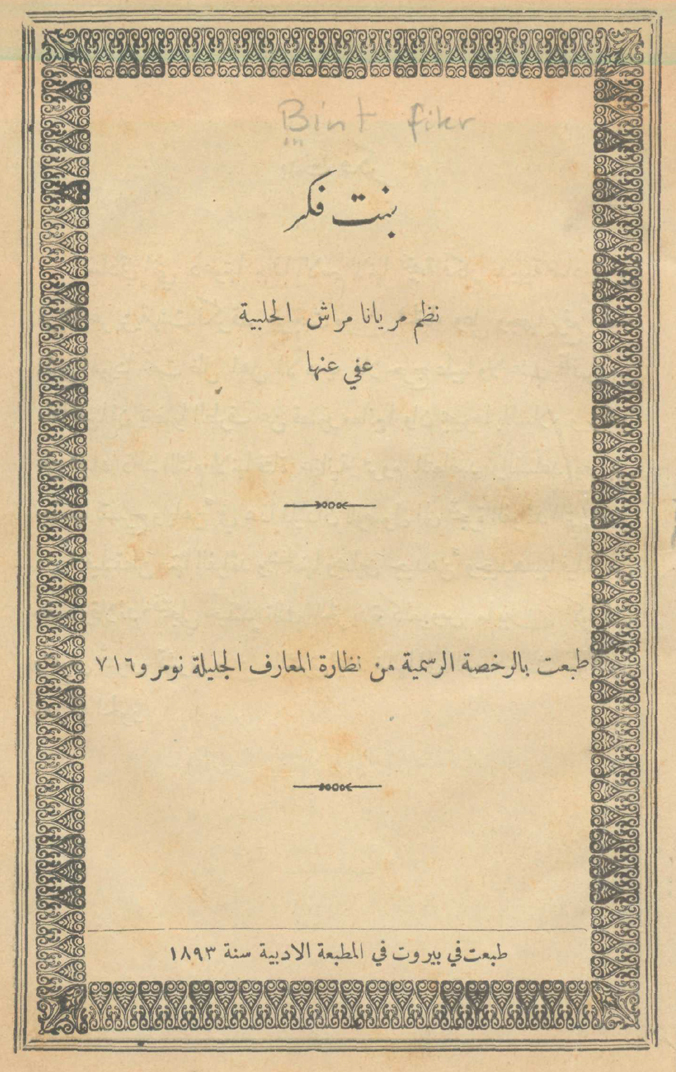
Lyrikband Bint fikr (Tochter des Denkens) von Marjana Marrasch, 1893

### Moderne syrische Prosa

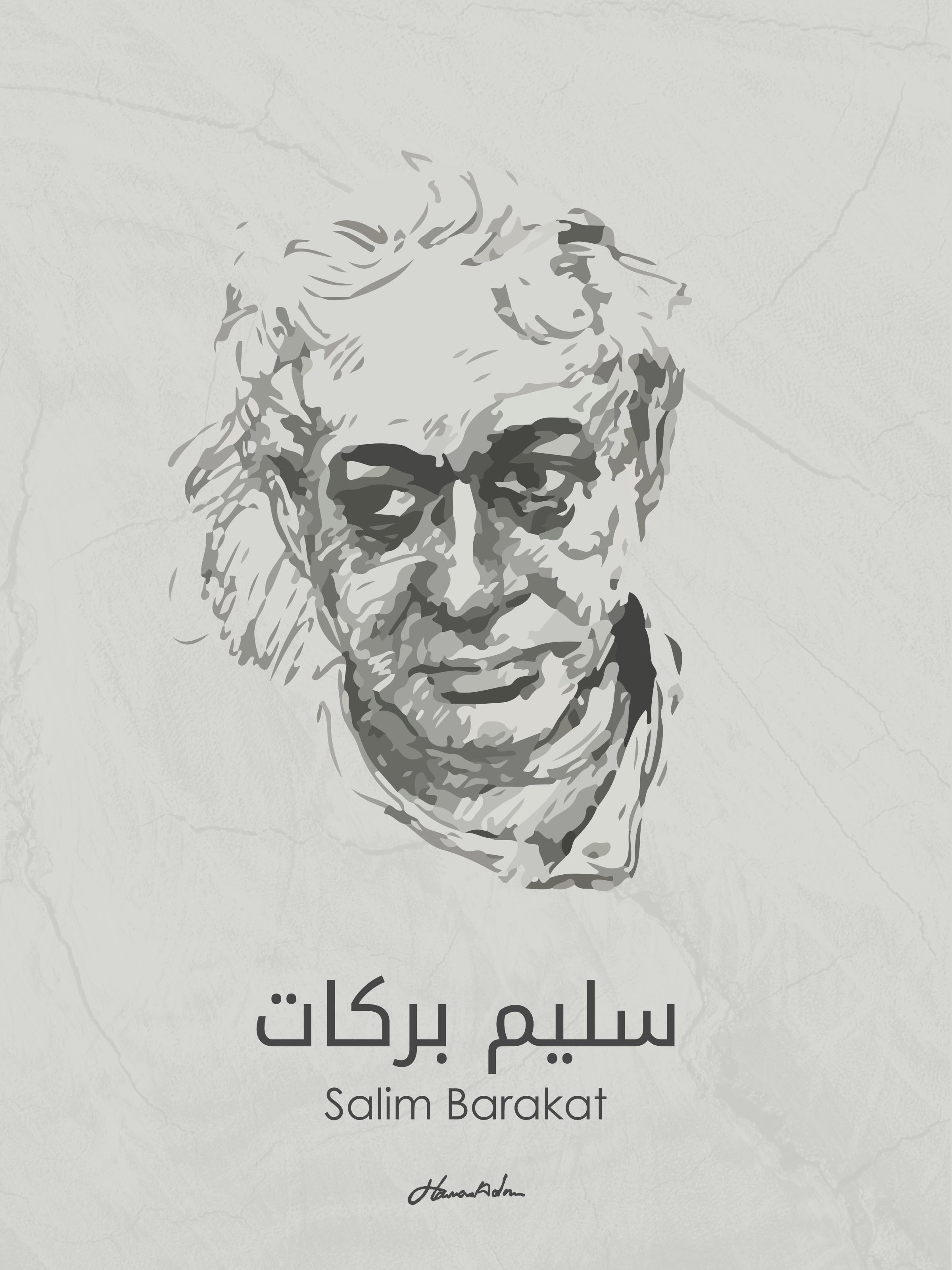
Künstlerische Zeichnung von Salim Barakat

### Moderne syrische Lyrik

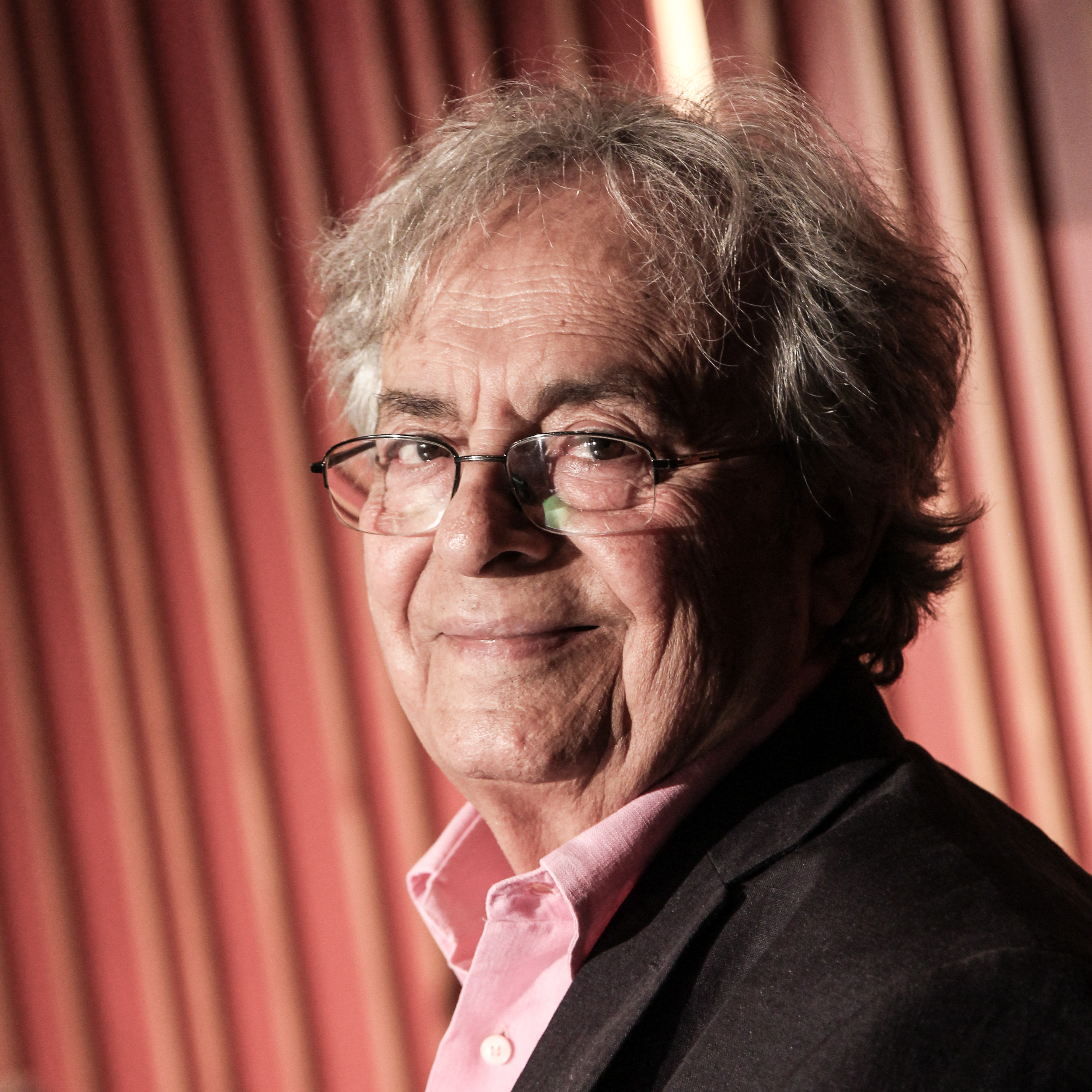
Adonis beim Leselenz 2015 in Hausach

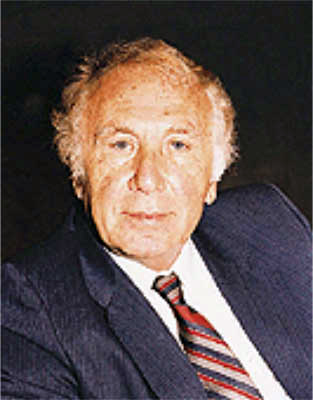
Nizar Qabbani

### Syrische Schriftstellerinnen

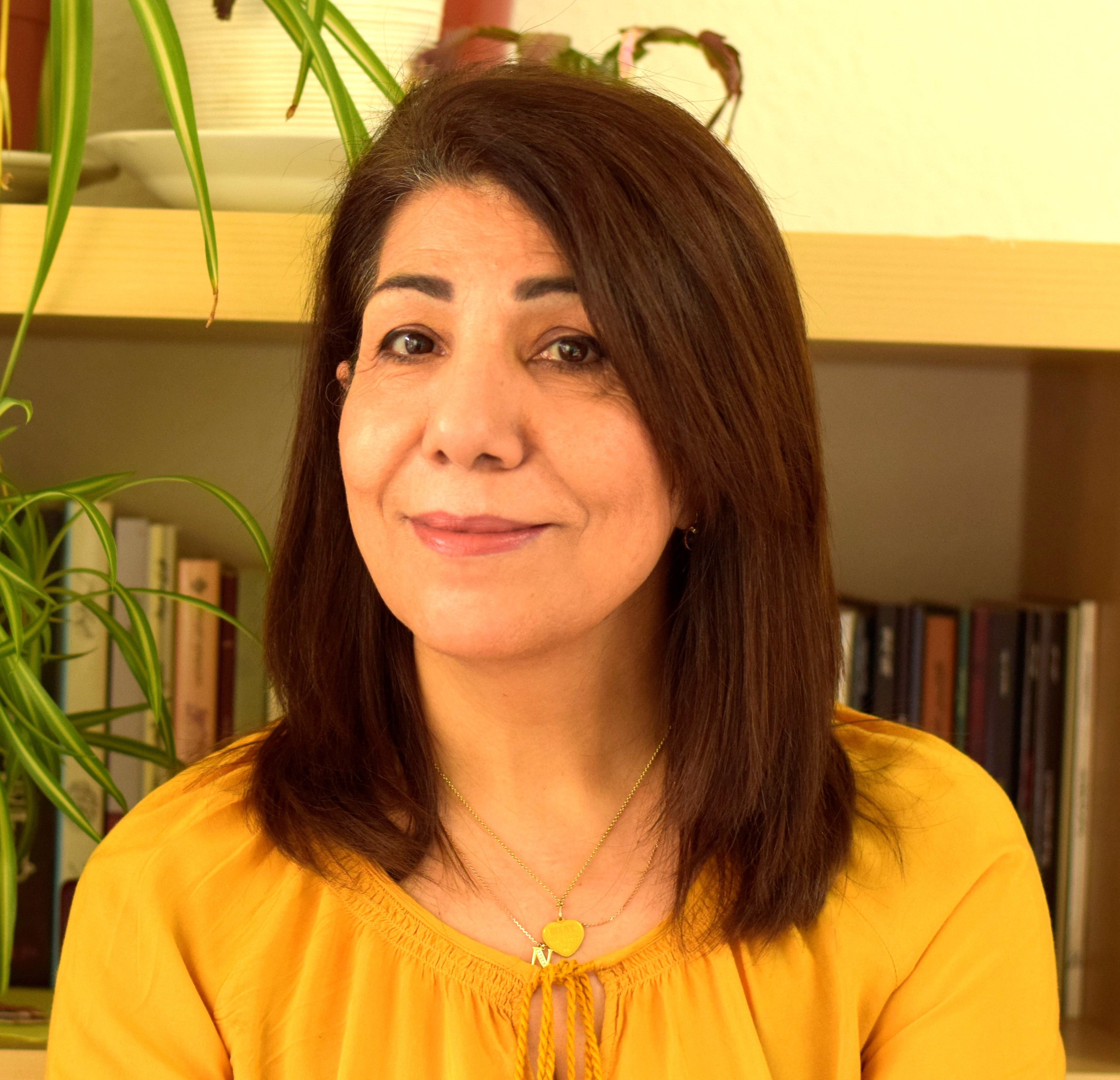
Najat Abed Alsamad, 2021

## Interkulturelle Literatur syrisch-deutscher Schriftsteller

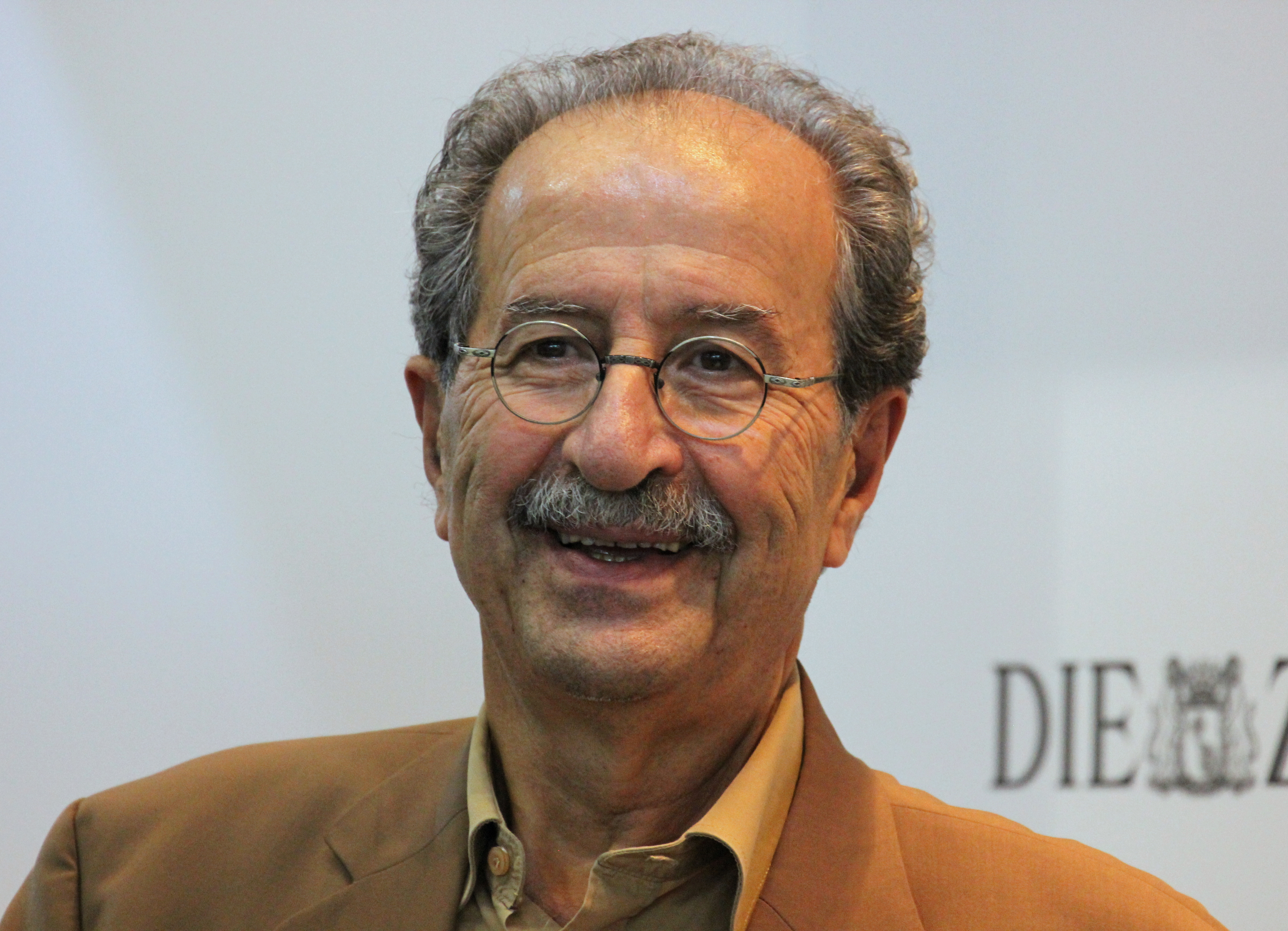
Rafik Schami auf der Frankfurter Buchmesse 2017

## Entstehung der modernen Literatur in Syrien